# Ray Davis
Raymond "Ray" Davis (n. 29 martie 1940, Sumter, South Carolina - d. 5 iulie 2005, New Brunswick, New Jersey) a fost un cântăreț - unul din membrii fondatori ai trupelor The Parliaments, Parliament și Funkadelic. Porecla sa pe când cânta în aceste formații era "Sting Ray Davis". Pe lângă George Clinton a fost singurul membru original din Parliaments care nu a părăsit colectivul Parliament/Funkadelic în 1977. Este membru al Rock and Roll Hall of Fame fiind inclus în 1997 împreună cu alți 15 membrii ai Parliament-Funkadelic. A colaborat cu Roger Troutman și Zapp în prima parte a anilor '80. A cântat și în The Temptations alăturându-se formației după moartea lui Melvin Franklin și apărând pe albumul For Lovers Only din 1995. Davis a plecat din grup după ce a fost diagnosticat cu cancer la gât. În ultimii ani a cântat cu fostul membru din Temptations, Glenn Leonard în trupa lui Leonard, The Temptations Experience. În 1998 împreună cu membrii Parliament-Funkadelic, Clarence "Fuzzy" Haskins, Calvin Simon și Grady Thomas a fondat formația Original P. 